# Križevec
Križevec (Duits: Heiligenkreuz bei Rötschach) is een plaats in Slovenië en maakt deel uit van de gemeente Zreče in de NUTS-3-regio Savinjska. De plaats telde 343 inwoners op 1 januari 2020.

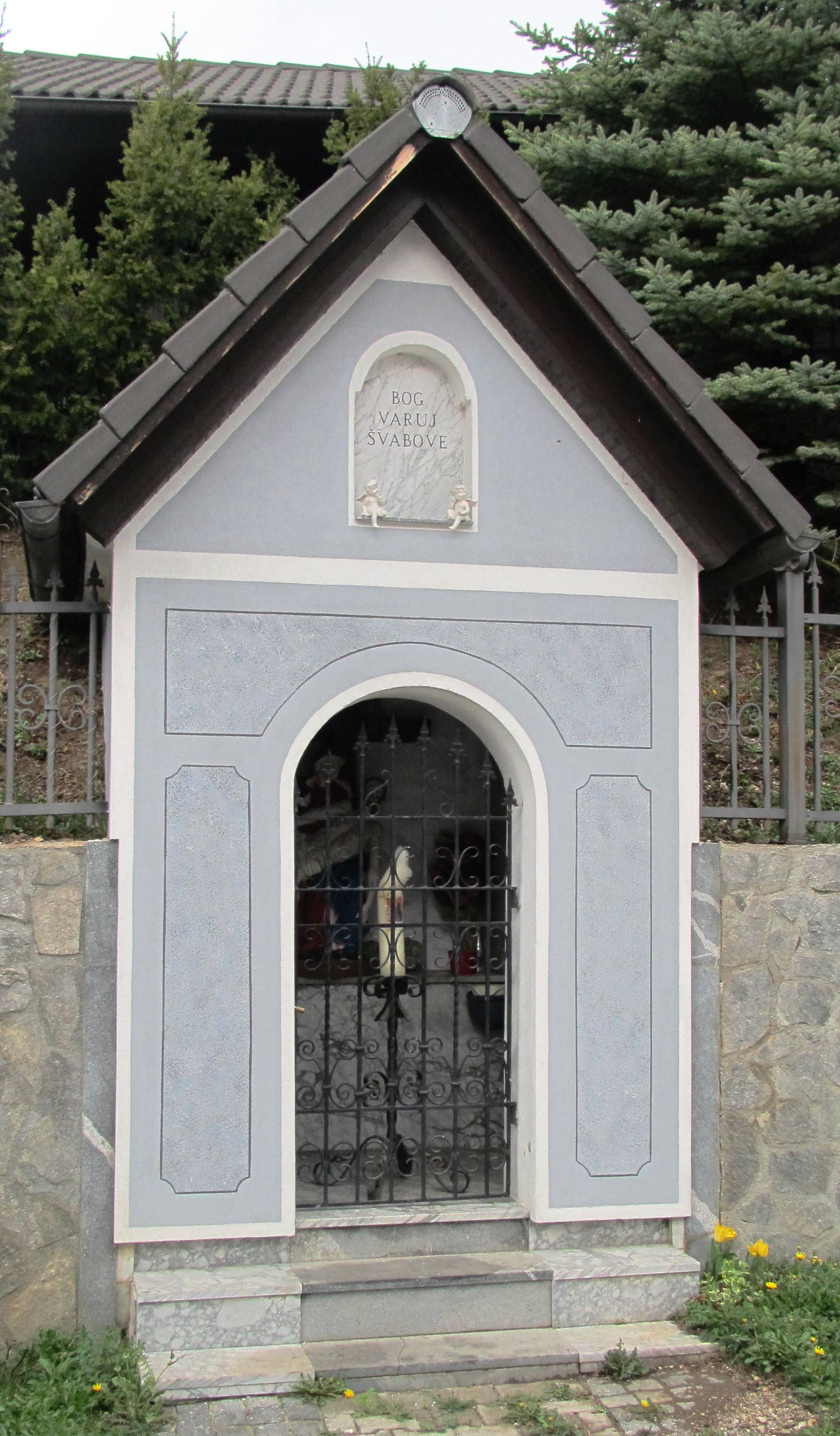
Kapelletje